# Anvågen
Anvågen är en by i Offerdals distrikt (Offerdals socken) i Krokoms kommun, Jämtlands län (Jämtland). Byn ligger norr om Landösjön i det område som kallas Nola sjön ((jämtska för norr om sjön, det vill säga Landösjön). Byn var en av de byar som tillkom i Offerdal efter nykoloniseringen av trakten, för att uppmuntra till bosättningar erbjöds skattefrihet. Området fick sin första vägförbindelse först på 1920-talet och elektricitet först efter andra världskriget. 